# Trolltjärnen (Starrkärrs socken, Västergötland)
Trolltjärnen är en sjö i Ale kommun i Västergötland och ingår i Göta älvs huvudavrinningsområde. Sjöns area är 0,019 kvadratkilometer och den befinner sig 83 meter över havet. Trolltjärn ligger i skogsområdet Alefjäll.